# Хоумлендер
Хоумлендер (англ. The Homelander, від англ. Homeland — «батьківщина»), справжнє ім'я — Джон Ґілман (англ. John Gillman) — персонаж серії коміксів «Хлопаки», створений Гартом Еннісом і Дариком Робертсоном . Лідер групи гедоністичних та безрозсудних супергероїв, яка фінансується компанією Vought, та отримала назву «Сімка»; заклятий ворог агента ЦРУ Біллі Бутчера. Хоумлендера зображено як нарцисичного психопата-садиста, який не дбає про благополуччя тих, кого начебто захищає.
У телевізійній адаптації Amazon Prime Video Хоумлендера грають Ентоні Старр та Роуен Сміт. Хоумлендера тут зображено як расиста, націоналіста та лактофіла. У телеадаптації Хоумлендер є сином супергероя Солдатика, і саме Хоумлендер зґвалтував Беккі та став батьком Раяна Бутчера. Він також вступає в романтичні та сексуальні стосунки з Меделін Стілвелл і Грозою (Штормфронт). В анімаційному серіалі «Хлопаки: Осатанілі» Хоумлендера озвучує Старр.

## Поява

### У коміксах
Хоумлендер — патріотичний супергерой, що очолює команду супергероїв «Сімка»; наймогутніша надлюдина, створена Vought-American. Компанія розповсюджує легенду-прикриття, що Хоумлендер — інопланетянин, що потрапив до США в дитинстві (як і Супермен). Насправді його виростили у секретній лабораторії з генетичного матеріалу Грози, якій ввели Сироватку V, коли та ще була членом Гітлерюгенда . Хоумлендер провів більшу частину своєї юності з водневою бомбою, прикутою до нього на випадок, якщо він спробує втекти. В нього була розумово відстала мати, яка померла при пологах, подібно до того, як дружина Бутчера померла при пологах після зґвалтування.
Хоумлендер лишається під фінансовим контролем Vought-American, чиї гроші фінансують гедоністичний спосіб життя «Сімки». Якось Хоумлендер намагається спонукати інших супергероїв робити те, що вони хочуть, але відступає від своїх слів через страх перед босом Джеймсом Стілвеллом.
До кульмінації подій серії здається, що це Хоумлендер зґвалтував дружину Біллі Бутчера, Беккі, яка померла під час пологів дитини-надлюдини, яку потім убив Біллі. У випуску № 40 «Хлопаки» отримують кілька фотографій, на яких видно, що Хоумлендер нібито бере участь у жахливих актах убивства, канібалізму та некрофілії щодо чоловіків, жінок та дітей. Згодом з'ясовується, що Хоумлендер не пам'ятає ні цих подій, ні зґвалтування дружини Бутчера, що у Хоумлендера можливий дисоціативний розлад і він сам надіслав фотографії Біллі. Коли Хоумлендер лишається сам, він виявляє ознаки психічного розладу, розмовляє зі своїм відображенням у дзеркалі та відчуває напади нудоти. Зрештою він приходить до висновку, що все одно проклятий за дії, зображені на фотографіях, і вирішує піддатися своїм нав'язливим думкам.
Після Херогазму Хоумлендер вирішує звільнити себе та спільноту супергероїв від контролю Vought-American. Під його керівництвом супергерої здійснюють державний переворот у США, атакують Білий дім та вбивають усіх усередині, включно з віцепрезидентом. Під час наступної конфронтації між Хоумлендером і Бутчером, в Овальний кабінет прибуває Чорний Нуар, виявляється, що він — клон Хоумлендера, створений виключно для того, щоб убити та замінити його, якщо той колись почне «грати не за правилами». Нуар збожеволів через те, що йому не дозволяли вбити Хоумлендера, це він зробив звірства, задокументовані на фотографіях, це він зґвалтував Беккі, щоб стравити Бутчера і Хоумлендера і нарешті отримати дозвіл виконати своє завдання. Розлютившись, Бутчер і Хоумлендер відклали свої розбіжності і атакували Чорного Нуара, але той просто розірвав Хоумлендера на частини. Перед смертю Хоумлендеру вдалося серйозно поранити свого колишнього товариша по команді, після чого Бутчер добив Нуара монтировкою.

### У телесеріалі

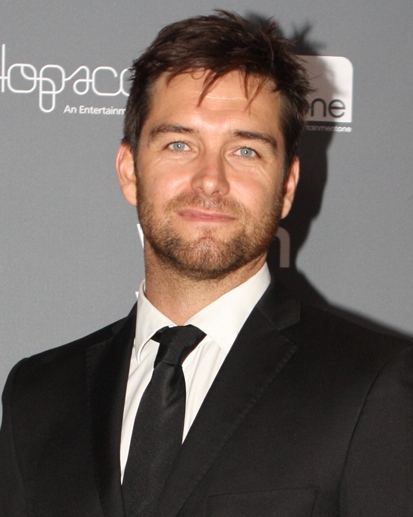
Ентоні Старр, який зіграв Хоумлендера у серіалі

#### Хлопаки
У телеадаптації Хоумлендера грає Ентоні Старр. Деякі критики проводять паралелі між телевізійною інтерпретацією персонажа та Суперменом. Джон Гіллман був вирощений з ДНК супергероя Солдатика і вихований у лабораторних умовах під наглядом Джони Фогельбаума, внаслідок чого у піддослідного спостерігаються соціопатичні тенденції, він відкрито зневажає тих, хто слабший за нього.
Хоумлендер владний, мстивий, байдужий, безвідповідально користується своїми силами, та не може визнати своїх недоліків та помилок при прийнятті рішень. У телеадаптації Хоумлендер отримав деякі риси Чорного Нуара з коміксів: це він зґвалтував дружину Бутчера Бекку, але вона вижила та завагітніла, хоча Хоумлендер і не знав про це до кінця першого сезону. Дізнавшись про те, що від нього приховували існування його дитини, Хоумлендер вирішує покалічити вченого Джону Фогельбаума, який виховав його, і вбити Меделін Стілвелл. Однак його емоційна незрілість і соціопатичні прояви спочатку відштовхують від нього сина, а без стримуючого впливу Стілвелл Хоумлендер все більше пускається берега. Незважаючи на початкові труднощі він вступає у сексуальні стосунки зі Штормфронт, і разом вони вирішують забрати сина Хоумлендера у Беккі і налаштувати громадськість проти «суперлиходіїв», щоб люди вимагали створення нових супергероїв.
Син Хоумлендера Раян серйозно поранив Штормфронт, а Королева Мейв шантажує Хоумлендера, щоб той відпустив хлопчика і дав їй спокій. У серії наступних інтерв'ю йому доводиться шкодувати про свої стосунки зі Штормфронт і вибачатися за скоєне. Зокрема, щоб охолодити запал Хоумлендера, глава Vought Стен Едгар і рада директорів призначають Зіроньку (Старлайт) на посаду співкапітана «Сімки». Однак у відповідь на це Хоумлендер підкуповує таємну прийомну дочку Едгара Вік Ньюман, щоб та спонукала почати проти нього розслідування та звільнити його з Vought, Хоумлендер таким чином бере контроль над компанією на себе. Він налаштовує Зіроньку проти себе, відновлюючи Глибину як члена «Сімки» і хибно оголошуючи, що вони з нею перебувають у стосунках, під час фіналу «Американського супергероя»; після того, як Старлайт у прямому ефірі розповідає правду про Хоумлендера та Vought і відмовляється від свого супергеройського імені, Хоумлендер заявляє, що кидає її, і що вона привласнює собі кошти, пожертвувані до благодійної організації «Starlight House». Дізнавшись, що Королева Мейв не лише виступала інформатором для «Хлопаків», але й спала з їхнім лідером Біллі Бутчером, Хоумлендер бере її в полон та утримує у вежі Vought, маючи намір використитати її яйцеклітину. Потім Хоумлендеру дзвонить Солдатик, від якого той дізнається про їхній зв'язок. Коли Чорний Нуар підтверджує ці слова, Хоумлендер жорстоко вбиває його. Коли Хоумлендер намагається об'єднатися з Солдатиком, представивши того Раяну і сказавши, що втрьох вони були б сім'єю, Солдатик називає його слабким, зломленим і розчаруванням, що шукає уваги, та намагається вбити його чи позбавити його сил (що було частиною його угоди з Бутчером); Хоумлендер стає проти Солдатика, коли останній б'є Раяна, але йому доводиться боротися з Королевою Мейв. Він публічно представляє Раяна як свого сина, вбиваючи в процесі прихильника Старлайт, який протестує, що викликає захоплення у прихильників Хоумлендера та Штормфронт.

#### «Сімка» на «Сімці»
У вебсеріалі «Сімка на Сімці з Кемероном Коулменом», дії якого відбуваються між другим і третім сезонами, Хоумлендер продовжує стикатися з наслідками того, що Штормфронт виявилася нацисткою, а також знімається в промо-матеріалах для вигаданого стрімінгового сервісу і святкує Різдво.

#### Death Battle
В епізоді вебсеріалу «Death Battle», спонсорованому Amazon Prime Video і приуроченому до виходу другого сезону «Хлопаків», Хоумлендер бере участь в імпровізованій «королівській битві», в якій він перемагає, вбиваючи Біллі Бутчера, а потім кидає лазерного дитяти з Штормфронт.
В епізоді 2022 року Хоумлендера змушують боротися з Омні-меном з мультсеріалу «Невразливий». Він намагається виманити свого супротивника з Америки під час Різдва, вбиваючи його дружину Деббі. У відповідь на це Омні-мен відриває Хоумлендер щелепу і змушує його з'їсти власне серце, а пізніше вбиває його, роздавивши йому голову.

#### Осатанілі
У мультсеріалі «Хлопаки: Осатанілі» Хоумлендер вперше з'являється наприкінці серії «Анімаційна короткометражка про те, як розлючені супери вбивають батьків», за наказом Vought вбиваючи головних персонажів (утекли підлітків-суперів із надприродними здібностями), які в свою чергу подій епізоду «Хлопаків» «За пагорбом тисячі людей із мечами».
Потім Хоумлендер з'являється в епізоді «Я твій наркодилер», дії якого відбуваються у тому ж всесвіті, що і дії серії коміксів «Хлопаки», вшановуючи супергероя Велике Чудо під час своєї промо-кампанії, і стає свідком того, як той унаслідок передозування наркотиків (причиною якої став Біллі Бутчер) врізається в супергероя Айронкаста під час виконання трюку, тим самим вбиваючи їх обох. Щоб відвернути увагу людей від цієї події, Хоумлендер, Королева Мейв і Джек з Юпітера звинувачують у цьому «супутник Холодної війни», керований Галаксисом з метою вбити їх, заявляючи, що він «захований у сонячному світлі», чому натовп охоче вірить.
У фіналі сезону в епізоді-приквелі «Один плюс один і два» юний Хоумлендер дебютує як член «Сімки». Флешбеки про його дитинство показують, як вчені Vought ставили на ньому жорстокі досліди, тестуючи його здібності. Його начальниця Меделін Стілвелл попереджає його про Чорного Нуара, «Хоумлендера до Хоумлендера», і заявляє, що той вичікуватиме шанс позбутися його. Як свою першу супергеройську місію Хоумлендер вирушає разом з Нуаром рятувати заручників на хімічному підприємстві, сподіваючись домогтися рішення мирним шляхом; однак, коли він випадково вбиває заручника і ранить лідера терористів, пошкодивши його зброю, він вбиває всіх терористів і всіх заручників, крім одного, коли останні звинувачують Хоумлендера у його нерозсудливості. Після прибуття Чорного Нуара Хоумлендер намагається пояснити свої дії, але пізніше намагається вбити Нуара, щоб все приховати. Тим не менше, змусивши Хоумлендера знищити підприємство, Нуар завойовує його довіру, вбиваючи останнього свідка, і пише спеціальну промову для преси, в якій сказано, що терористи мали бомбу. Пізніше, у штаб-квартирі Vought Хоумлендер повідомляє Стілвелл, що вона помилялася щодо Нуара. Старр повторює свою роль Хоумлендера з ігрової адаптації.

#### Покоління V
Наприкінці останнього епізоду спінофу «Хлопаків», молодіжному телесеріалі «Покоління V» 2023 року, Хоумлендер з'являється під час безпорядків в Університеті Годолкіна, де зупиняє та допомогає ув'язнити головних героїв, яких звинувачують у всіх злочинах та вбивствах.

## Сили та здібності
У Хоумлендера є тепловий зір, суперсила, величезна витривалість, він вміє літати і має потужні голосові зв'язки. Завдяки Сироватці V він старіє повільніше за звичайних людей. Хоча згадується, що його ім'я Джон, немає жодних вказівок на те, що він коли-небудь використовував псевдонім або приховував свою особистість.
Надздібності і почуття особливого призначення довели Хоумлендера до манії величі. Обурюваний ідеєю, що він може робити те, що захоче, просто тому, що він — це він, Хоумлендер вчинив безліч злочинів проти безневинних людей, не зупиняючись навіть перед згвалтуванням та масовим вбивством.

## Створення
Персонаж створювався як зла версія Капітана Америки та Супермена. Передісторія Хоумлендера в коміксах аналогічна історії телеадаптації. У телеадаптації персонаж зроблений менш яскравим.
Гарт Енніс описує Хоумлендера як майже повністю негативного персонажа. «Насправді він — це лише кілька неприємних спонукань, стримуваних його власним інтелектом, якого достатньо, щоб розуміти, що він може отримати все, що захоче, якщо не надто нахабнітиме». Також Гарт зазначив: «Можна вважати, що Хоумлендер має такий самий самоконтроль, як, скажімо, чотирнадцятирічна дитина».
Постановник і продюсер «Хлопаків» Ерік Кріпке заявив, що хоча Хоумлендер «теоретично» може бути вбитий, але в телеадаптації його не вбиватиме Чорний Нуар, як це було в коміксах: у серіалі Чорний Нуар — афроамериканець, а всі його психопатичні риси дісталися Хоумлендеру.

## Реакція
Критики високо оцінили персонажа та акторську гру Старра. Журналіст TV Insider зауважив, що з першого погляду він здається зразково показовим героєм, поки глядач не виявиться шокованим його жорстокістю, безсердечністю та готовністю знищувати безневинних людей і навіть дітей. Хоумлендер з одного боку виглядає вкрай люб'язною та порядною людиною, але під цією маскою ховається егоцентрична, психопатична особистість із смертоносними силами. Редакція зауважила, що Хоумлендер виглядає, як гібрид Супермена та Капітана Америки, але з відсутністю будь-якого співчуття. У результаті він вийшов одним із найкращих лиходіїв в історії телебачення.
У деяких рецензіях персонажа описували як уособлення того, як решта світу сприймає США. Хоумлендера порівнюють з Капітаном Америкою та Суперменом.

## Популярність і політична приналежність
Хоумлендер здобув прихильників у правому медіаполі, особливо серед руху MAGA. На «Million MAGA March» один із протестувальників був одягнений як цей персонаж і носив велику маску Дональда Трампа, поруч із ним була ще одна людина у в’язничному вбранні з маскою Джо Байдена. Ерік Кріпке прокоментував це у публікації словами: «Вони взагалі дивляться це шоу?». Ентоні Старр також відреагував на цю подію, заявивши, що прихильники MAGA вшановують серійного вбивцю з шоу, займаючись «мистецтвом неосвіченого ідіотизму».
У 2025 році під час театрального показу нового фільму про Супермена один із глядачів був помічений у костюмі Хоумлендера. Старр жартома прокоментував цей момент, заявивши, що людям варто приходити в конкуруючих костюмах.